# Kontingente Bewertungsmethode
Kontingente Bewertungsmethode (englisch Contingent Valuation Method – CVM) ist eine Methode geäußerter Präferenzen zur ökonomischen Bewertung von nicht-handelbaren Gütern, unter anderem vieler Umweltgüter und -leistungen (engl. Ecosystem Services). Methoden geäußerter Präferenzen sind direkte Bewertungsmethoden, die mit Umfragen arbeiten. Im einfachsten Fall wird den Befragten die Veränderung eines (Umwelt-)Guts vorgestellt und gefragt „Was wären Sie maximal bereit zu zahlen, damit die vorgestellte Veränderung eintritt?“

## Geschichte und Anwendung
Ihren Ursprung hat die Methode in der Bewertung von Böden, initiiert in den 1940er Jahren von Siegfried von Ciriacy-Wantrup. Später wurde sie sowohl im Umwelt- als auch im Gesundheits- und Tourismusbereich angewandt. Die verwandte Methode der Choice Experimente fand auch in Marketing und Transport Anwendung.
Die Kontingente Bewertung entstand aus dem Bedürfnis heraus, nützliche aber nicht marktfähige Ressourcen in Relation zu handelbaren Gütern zu stellen, um ihren Nutzen quantitativ (z. B. in Geldeinheiten) zu messen. Die mit der Conjoint-Analyse und den Choice Experimenten verwandte Technik ermöglicht Aussagen darüber, wie die Befragten beispielsweise Habitate für bedrohte Tierarten oder Maßnahmen zur Verbesserung der Luftqualität bewerten.
Die Ergebnisse der Analysen dienen einerseits der Politik als Grundlage zur Bestimmung der Höhe von Abgaben bzw. Ausgaben für Schutzmaßnahmen. Andererseits kann damit auch der Schaden geschätzt werden, der durch ökonomische Nutzung der Umwelt oder anderer Nicht-Marktgüter entsteht. Die Methode ist weiterhin in der Wohlfahrtsökonomik relevant, um die Nicht-Marktwerte von Handlungsalternativen im Rahmen einer Kosten-Nutzen-Analyse vergleichen zu können. Die Kontingente Bewertungsmethode erfasst alle ökonomischen Werte von Umwelt- und ähnlichen Gütern, inklusive ihres sog. Existenzwertes.

## Probleme
Verschiedene Faktoren erschweren eine hinreichend verzerrungsfreie Ermittlung der Präferenzen der Befragten, Hierzu gehören:
- Die Befragten haben vor der Befragung nur wenige Kenntnisse über das zu bewertende Gut. Um dieses Problem zu umgehen, wurde CVM seit 2000 zunehmend mit deliberativen Methoden kombiniert, bei denen im Rahmen von Workshops und Fokusgruppen eine Präferenzbildung stattfinden soll, bevor die Teilnehmer mit Fragebögen konfrontiert werden.[1]
- Es ist für die Befragten schwer abzuschätzen, wie eine quantitative Änderung der Bereitstellung des Gutes sich auf ihre konkrete Lebenswelt auswirkt.
- Das Gut oder dessen Wirkungen sind mit Risiken oder Unsicherheit behaftet.[2]
- Die Befragten halten die in Fragebogen hypothetisch vorausgesetzte (Umwelt-)Verbesserung nicht für glaubhaft.
- Wenn die Befragung als persönliches Interview durchgeführt wird, kann es – wie bei allen Interview-basierten Befragungen – dazu kommen, dass die Befragten versuchen, den (vermuteten) Absichten des Interviewers zu entsprechen (Ergebnisverzerrung durch die Interviewer).[3]
- Die Befragten äußern nicht ihre „wahren“ Präferenzen, sondern antworten strategisch, um das Bewertungsergebnis in eine bestimmte Richtung zu lenken. Diese Kritik äußerte bereits Paul Samuelson in seinem Artikel über The Pure Theory of Public Expenditures von 1954, in dem er als Erster eine ökonomische Analyse von öffentlichen Gütern vornahm.
- Das Frageformat kann einen unerwünschten Einfluss auf das Ergebnis haben. Antworten auf eine Frage nach der minimalen Kompensationsforderung (willingness to accept compensation) bei einer Umweltqualitätschlechterung werden meist höher ausfallen als die Antwort auf eine Frage nach der maximalen Zahlungsbereitschaft (willingness to pay) für eine gleich große Umweltverbesserung.[4]
- Darüber hinaus macht es der Einbettungseffekt dem Entscheidungsträger (z. B. Gesetzgeber) schwer, konkrete Handlungsempfehlungen aus der Methode abzuleiten.[5]

## Nomenklatur
Der Begriff Kontingente Bewertung und verwandte Begriffe wie Methoden geäußerter Präferenzen, Choice Experiment, Conjoint-Analyse und viele idiosynkratische Kombinationen aus ihnen (z. B. stated choice methods) werden von Forschern unterschiedlich definiert und verwendet. In einem Fachartikel schlugen 2011 zwei anerkannte Forscher, Richard Carson und Jordan Louviere, eine Nomenklatur vor, um Unstimmigkeiten und Inkonsistenzen in der Begriffsverwendung in der einschlägigen Literatur vorzubeugen. Dabei schufen sie eine Hierarchie von Begriffen, bei der auf oberster Stufe die Klasse der Methoden geäußerter Präferenzen stehen soll, darunter Kontingente Bewertung als Oberbegriff für alle Methoden, die auf hypothetischen Märkten basieren (was eine umfassendere Interpretation ist als in der Literatur üblich), in Abgrenzung zu anderen Methoden, die ebenfalls auf der Abfrage von Präferenzen basieren. Kontingente Bewertung wird dann unterteilt in matching methods und discrete choice experiments, wobei der letztere Begriff von den Autoren weiter gefasst wird als üblicherweise und u. a. dichotomous choice contingent valuation mit einschließt, eine Methode, die normalerweise als Subvariante der Kontingenten Bewertungsmethode im engeren Sinne (also in Abgrenzung von Choice Experimenten) verstanden wird. Zudem empfehlen die Autoren, auf den Begriff conjoint völlig zu verzichten, weil er ihrer Meinung nach zu unscharf ist.